# مايك كورتيز
مايك كورتيز (بالإنجليزية: Mike Cortez)‏ مواليد 10 نوفمبر 1980 في سان خوسيه، هو لاعب كرة سلة أمريكي. بدأ مسيرته الاحترافية في سنة 2003. يلعب في الرابطة الفلبينية لكرة السلة كلاعب هجوم خلفي. يحمل الرقم 11. يبلغ طوله 6 قدم 0 بوصة (1.8 م). لعب مع سان ميغيل بيرمن وميرالكو بولتز.